# Димитраки Теодоров
Димитраки Теодоров е български търговец и общественик.

## Биография
Роден е през 1822 година в Жеравна в семейството на чорбаджи Тодор Хаджи Вълчев Хавезов от рода  Хадживълчеви (Хавезови - от арабски "пазител").
Има четирима братя — Васил, Петър (бащата на Тодор Икономов), Стефан (Стефанаки) и Перикли Хавезов. 
По-късно се установява в Тулча (Северна Добруджа) и през следващите години се нарежда сред едрите джелепи на Балканите. Получава титлата бей.
Участва в движението за създаване на самостоятелна българска църква и е сред делегатите на Първия църковно-народен събор през 1871 година.
Димитраки Теодоров умира през 1884 година в Тулча.

## Фамилия
Негови внуци са юристът Димитър Минчевич и общественичката Султана Рачо Петрова.
Брат му Перикли Хавезов участва в четата на Тодор Велков през Кримската война (1854).